# Société d'études numismatiques et archéologiques
Ne doit pas être confondu avec Société française de numismatique.

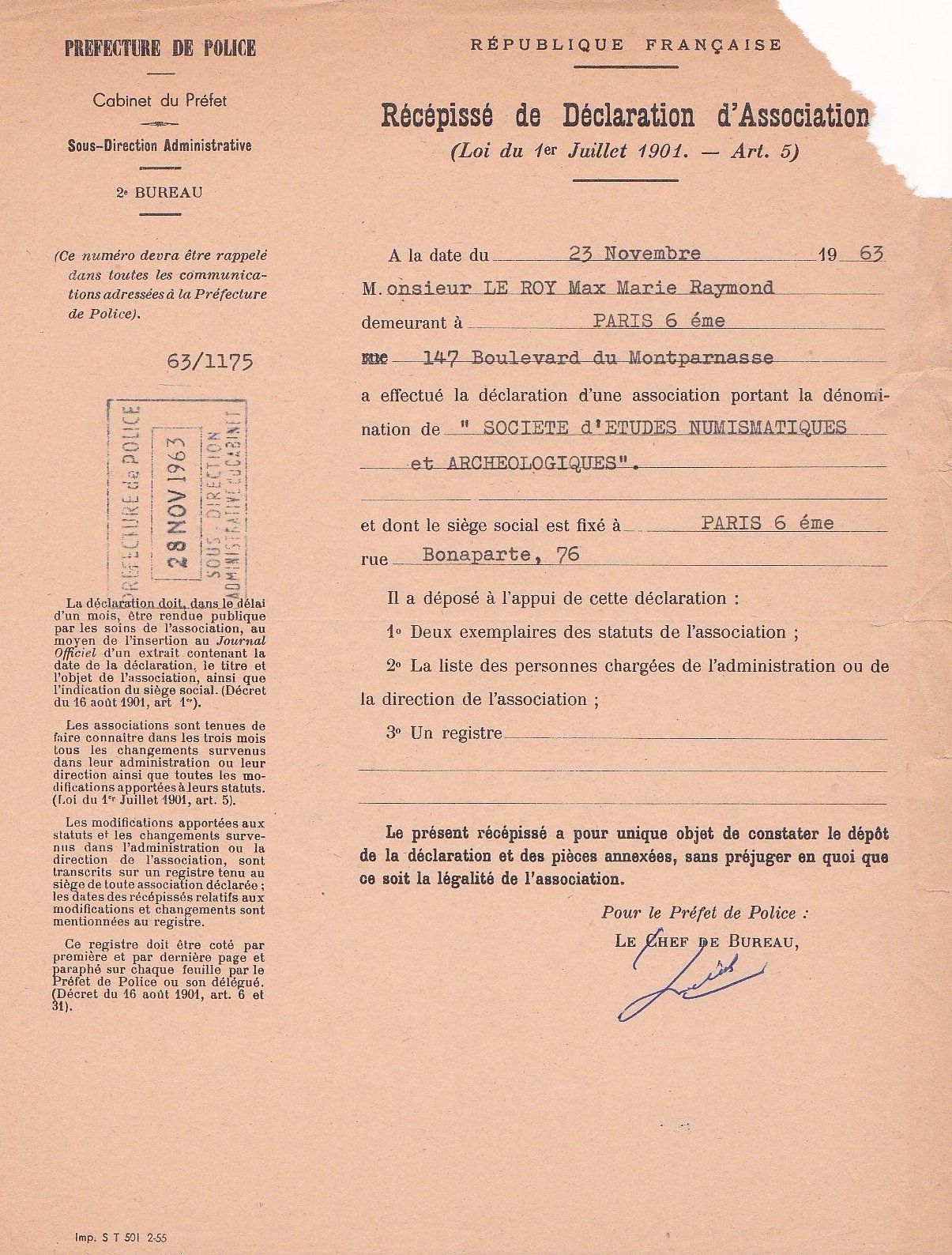
Récépissé de déclaration d'association au nom de Max Le Roy daté du 23 novembre 1963 (archives de la SÉNA)

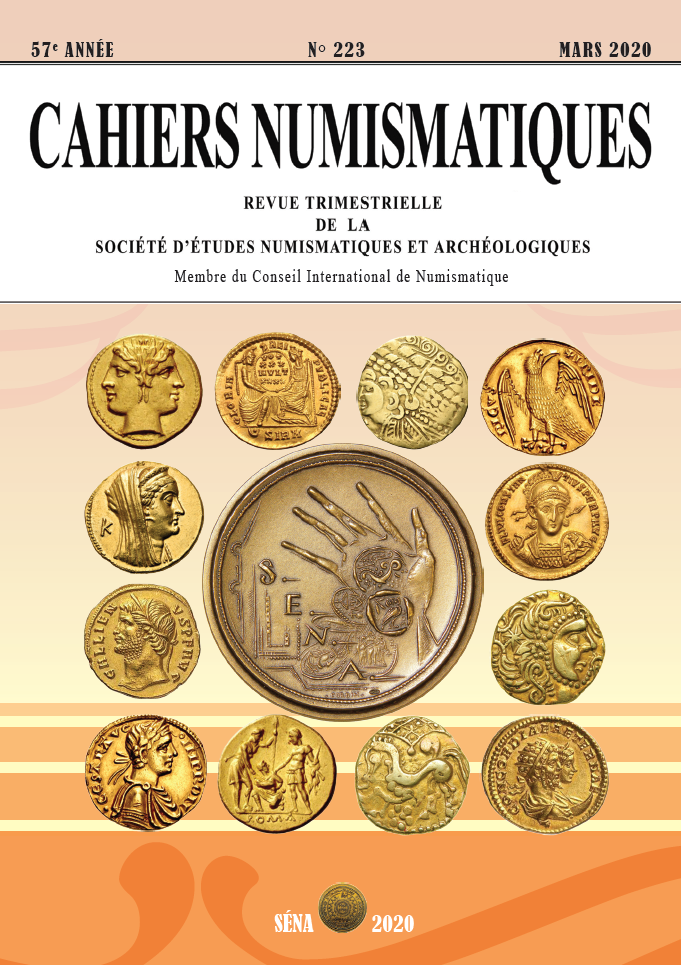
Couverture des Cahiers numismatiques, revue trimestrielle de la Société d'études numismatiques et archéologiques

La Société d’études numismatiques et archéologiques (SÉNA) est une société savante française constituée en association loi de 1901 fondée en 1963. Elle est membre du Conseil international de numismatique (en).

## Historique
La guerre de 1939-1945 ayant fait disparaître plusieurs institutions et publications qui offraient aux numismates un pluralisme démocratique et constructif depuis un siècle, deux anciens membres du bureau de la Société française de numismatique (SFN), Paul Lafolie et Max Le Roy, décident de créer, à côté et en complément de celle-ci, la Société d’études numismatiques et archéologiques (SÉNA), le 23 novembre 1963, sous la présidence de Max Le Roy.
La SÉNA est définitivement constituée le 22 février 1964 par une assemblée générale fondatrice qui désigne comme membre d’honneur l’académicien Fernand Benoît et président d’honneur le « patron » honoraire du Cabinet des Médailles de la Bibliothèque nationale de France, Jean Babelon, déjà président d’honneur de la SFN. Parmi les 31 membres fondateurs figurent notamment le futur académicien Raymond Corbin, célèbre graveur, Jean-Baptiste Colbert de Beaulieu du CNRS, ancien vice-président de la SFN, les professionnels Serge Boutin, René Kampmann (Maison Platt), Nadia Kapamadji, Bernard Poindessault.
En juin 1964 la SÉNA crée les Cahiers numismatiques, revue trimestrielle complémentaire du Bulletin mensuel et de la Revue Numismatique annuelle de la SFN avec laquelle elle harmonise la tenue de leurs réunions respectives.
En 1965 Paul Lafolie, président en exercice de la SÉNA, représente celle-ci au centenaire de la SFN et en 2000 la SÉNA organise avec la SFN les Journées numismatiques tenues à la Monnaie de Paris.

## Activités
Au fil des années, la SÉNA a étendu son activité au-delà de la numismatique celtique pour la numismatique générale (antique, médiévale, classique, étrangère, moderne) et la recherche archéologique. Depuis sa création, la SÉNA regroupe des chercheurs, des professionnels, des collectionneurs et toute personne intéressée par l’histoire, la numismatique et l’archéologie. Elle organise pour ses membres des voyages d’études en province ou à l'étranger ainsi que des colloques scientifiques dont les actes sont régulièrement publiés. Chaque trimestre, elle édite les Cahiers numismatiques contenant le résultat des travaux scientifiques de spécialistes portant essentiellement sur la numismatique et l’archéologie. Chaque mois, la SÉNA propose une conférence sur un sujet de numismatique ou d’archéologie, suivie d’un débat. Ces conférences ont lieu à la Monnaie de Paris.

## Publications

### LesCahiers numismatiques
Les Cahiers numismatiques sont, depuis juin 1964, la revue trimestrielle de la Société d’Études Numismatiques et Archéologiques. La SÉNA y publie les travaux scientifiques de spécialistes portant sur divers domaines de la numismatique et l’archéologie. Les articles scientifiques y abordent des thèmes tels que les documents pré-monétaires, des études techniques et pratiques, les monnaies grecques, les monnaies gauloises, les monnaies romaines, les ateliers et outils monétaires, les monnaies ibériques, les monnaies byzantines, les monnaies des peuples barbares, les monnaies orientales et asiatiques, les monnaies médiévales, les monnaies royales françaises, les monnaies coloniales, les monnaies de confiance et de nécessité, les billets de banque, les monnaies étrangères, les jetons, méreaux, plombs, sceaux, médailles, les poids monétaires, la glyptique,  les poids et mesures, le faux-monnayage, les trouvailles monétaires. Elle y publie aussi des bibliographies critiques et notes de lecture ainsi que des nouvelles de la Société et des informations sur l'actualité numismatique.

### Collection Recherches et Travaux de la Société d'études numismatiques et archéologiques
Depuis 2006, la SÉNA édite les actes des colloques qu'elle coorganise en collaboration avec des institutions (musées, universités et grandes écoles) dans la collection Recherches et travaux de la Société d'Études Numismatiques et Archéologiques (RTSÉNA) :
- L'armée et la monnaie[21], Actes de la journée d’études du 10 décembre 2005 à la Monnaie de Paris, présidée par le professeur Yann Le Bohec (Université IV, Sorbonne), Textes édités par Dominique Hollard[22], SENA, Paris, juin 2006 (ISBN 978-2-952660006).Médaille de la SÉNA gravée par Raymond Corbin pour les trente ans de la Société

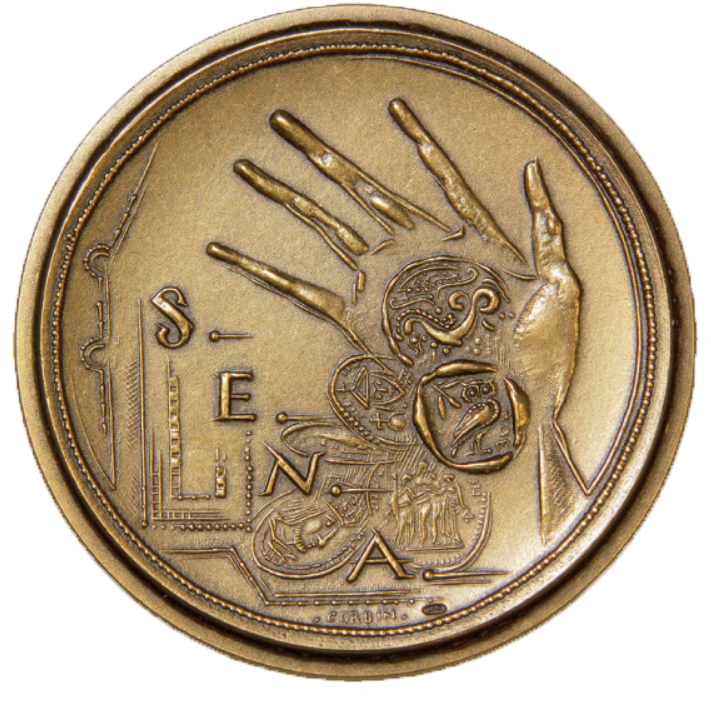
Médaille de la SÉNA gravée par Raymond Corbin pour les trente ans de la Société

- Numismatique et archéologie en Poitou-Charentes[23], Actes du colloque de Niort, 7-8 décembre 2007, musée Bernard-d'Agesci, avec le concours de la communauté d’agglomération de Niort, Textes publiés par Arnaud Clairand[24] et Dominique Hollard, SÉNA, Paris, mars 2009  (ISBN 978-2-952660013).
- L'armée et la monnaie II[25], Actes de la journée d’études du 25 avril 2009 à la Monnaie de Paris, présidée par le Professeur Yann Le Bohec (Université IV, Sorbonne), Textes édités par Dominique Hollard, SÉNA, Paris, mars 2010  (ISBN 978-2-952660020).
- La Numismatique en Normandie[26], Actes du colloque de Bayeux du 17 avril 2010, Médiathèque municipale, présidé par Jérôme Jambu[27] (Université Lille 3), Textes publiés par Dominique Hollard, SÉNA, Paris, juillet 2011 (ISBN 978-2-952660037).
- De nummis gallicis[28], Mélanges de numismatique celtique offerts à Louis-Pol Delestrée[29], Textes réunis par Pierre-Marie Guihard[30] et Dominique Hollard, SÉNA, Paris, décembre 2013  (ISBN 978-2-952660044).
- Numismatiques bretonne - Les faux monétaires[31], Actes du colloque de Brest, 17-18 mai 2013, présidé par Yves Coativy, UBO – faculté Victor Segalen, Textes publiés par Dominique Hollard et Karim Meziane[32], SÉNA, Paris, octobre 2015  (ISBN 978-2-952660051).
- Monnaies et circulation monétaire mérovingiennes (vers 670 - vers 750) : Les monnayages d'argent de Touraine[33] , préface de Marc Bompaire, Philippe Schiesser[34], SÉNA, Paris, mars 2017  (ISBN 978-2-952660068).
- Numismatique monégasque et provençale de l'Antiquité à nos jours[35], Colloque de la SÉNA  à Monaco (2015) à l’occasion du tricentenaire de la mort de Louis XIV (1715), préface de S.A.S le Prince Albert II de Monaco, Textes publiés par Dominique Hollard et Karim Meziane, SÉNA, Paris, mars 2018  (ISBN 978-2-952660075).
- Le monnayage à Metz et en pays lorrain de l'antiquité à nos jours[36], Actes du colloque des 27-30 septembre 2018 au Musée de la Cour d’Or – Metz Métropole, Textes publiés par Dominique Hollard et Karim Meziane, SÉNA, Paris, novembre 2019  (ISBN 978-2-952660082).
- Monnaies et monnayages en Avignon entre Provence et Papauté, Actes du colloque des 25-28 mai 2017 au musée Calvet - Avignon, Textes publiés par Dominique Hollard et Marie-Laure le Brazidec[37], SÉNA, Paris, août 2022  (ISBN 978-2-952660099).
- Le monnayage à Troyes et en Champagne de l’antiquité à nos jours, Actes du colloque des 11-14 novembre 2021 au musée des Beaux-Arts et d’Archéologie de la ville de Troyes, Textes publiés par Dominique Hollard et Karim Meziane, SÉNA, Paris, décembre 2022  (ISBN 978-2-9584627-0-3).

## Présidents d'honneur
La SÉNA compte parmi ses présidents d'honneur :
- le sculpteur et médailleur Raymond Corbin, membre de l'Institut de France ;
- le bibliothécaire, historien et numismate Jean Babelon, membre de l'Institut de France ;
- le savant et numismate Jean-Baptiste Colbert de Beaulieu ;
- le numismate Jean Duplessy[38] ;
- la numismate professionnelle Luce Gavelle[39] ;
- le numismate Paul Lafolie ;
- le docteur ès lettres et docteur en droit, ancien membre de l'UMR 5846 du CNRS, Louis-Pol Delestrée[40] ;
- l'historien et expert en numismatique Christian Charlet[41] (frère de Jean-Louis Charlet, professeur émérite des Universités, agrégé, docteur ès-lettres), membre de la Commission Consultative de la Collection Philatélique et Numismatique de S.A.S le Prince Souverain Albert II de Monaco[42], membre du comité de gestion du musée des Timbres et des Monnaies de Monaco, membre d'honneur de la Société française de numismatique ;
- le magistrat et homme de lettres Max Le Roy[43] ;
- l'expert numismate Laurent Schmitt [44] ;
- la chargée de recherche au Centre national de la recherche scientifique en numismatique celtique Brigitte Fischer [45];
- l'historien et archéologue Fernand Benoit, membre de l'Institut de France.

## Crédit d'auteurs
- Cet article est partiellement ou en totalité issu de l'article intitulé « Cahiers numismatiques » (voir la liste des auteurs).